# Schlaufenreaktor
Ein Schlaufenreaktor ist ein verfahrenstechnischer Apparat.  Er besteht aus einem Rohrreaktor und einer Stoffrückführung. Durch die Änderung der Größe des Rohres des Reaktors und dem Anteil des rückgeführten Stoffstroms ist das Reaktionsvolumen und die Verweilzeit getrennt voneinander einstellbar. Mit einem Schlaufenreaktor kann eine  Reaktionsführung mit den Eigenschaften zwischen einem Rohrreaktor und einem ideal durchmischten Rührkesselreaktor erreicht werden. Er kann nach dem gleichen Prinzip wie ein Airliftreaktor arbeiten oder mit einer Pumpe  betrieben werden.
Der Hauptunterschied ist, dass beim Schlaufenreaktor eine räumliche Trennung zwischen aufwärts gerichteter Stromrichtung und abwärts gerichteter Strömung vollzogen wird.
Das Gas wird dabei nur in die Aufstromsäule (englisch: "Riser") geleitet. Im Kopfbereich der Aufstromsäule perlt das Gas aus dem Medium aus. Durch das nachströmende Gas wird ein Zurückfallen des gasfreien Mediums in die Aufstromsäule verhindert, so dass das gasfreie Medium durch die Abstromsäule (englisch: "Downcomer") wieder zum Ausgangspunkt zurückkehrt. 
Eine besonders effektive Durchmischung, wie sie z. B. bei Gas/Flüssig-Reaktionen notwendig ist, kann durch die Einführung einer Venturi-Düse in den Kopf des Reaktors erfolgen. Diese Düse hat den Vorteil, dass sie das Reaktionsgas optimal dispergiert und durch einen Differentialdruck zwischen Reaktor und Düsenkopf die Rezirkulation des Reaktionsgases ermöglicht. Diese Bauart, die als Loop-Reaktor bekannt wurde findet besonderen Einsatz bei großtechnischen Hydrierungen.

## Physikalischer Hintergrund
Die Zirkulation des Mediums basiert auf einem Druckunterschied ({\displaystyle \Delta p}) zwischen Auf- und Abstromsäule.
Aufgrund der Gaseinleitung in die Aufstromsäule wird die Dichte der Flüssigkeit scheinbar erniedrigt, da es sich jetzt um eine Dispersion handelt (die Dichte des Gases ist in diesem Fall vernachlässigbar klein): 
{\displaystyle \rho _{\mathrm {Disp} }=\rho _{\mathrm {Medium} }\cdot (1-\varepsilon _{\mathrm {Gas} })}.
Streng genommen befindet sich auch in der Abstromsäule eine Dispersion aus Gas und Medium. Durch das Ausperlen des Gases im Kopfraum ist der Gasanteil jedoch stark reduziert und somit die Dichte der Dispersion in der Abstromsäule deutlich höher als die in der Aufstromsäule.
Der Druckunterschied als treibende Kraft basiert somit auf der Differenz der Gasanteile in den jeweiligen Dispersionen:
{\displaystyle \Delta p=h\cdot g\cdot \rho _{\mathrm {Medium} }(\varepsilon _{\mathrm {Gas\ Aufstrom} }-\varepsilon _{\mathrm {Gas\ Abstrom} })}

## Bauformen
Im Bereich der Schlaufenreaktoren sind je nach Dimensionierung, Zweck und Rahmenbedingungen verschiedenste Bauformen und Materialien möglich.
Kennzeichnend für einen Schlaufenreaktor ist seine schlanke, hohe Bauform (Höhe:Durchmesser-Verhältnis 10:1 und größer).
Des Weiteren lassen sich zwei Grundtypen von Schlaufenreaktoren unterscheiden:
1. Externe Schlaufen: 

Hier ist die räumliche Trennung deutlich sichtbar, da Auf- und Abstromsäule als Zylinder nebeneinander stehen und oben und unten jeweils durch ein Rohr verbunden sind. Sie werden meist im Forschungsbereich und in kleinen Dimensionen verwendet, da hier eine getrennte Beobachtung von Downcomer und Riser möglich ist.
2. Interne Schlaufen: 

Hier befindet sich ein kleinerer Zylinder im Zentrum eines Zylinders mit größerem Durchmesser. Die Verbindung zwischen beiden Zylindern wird ermöglicht, indem der kleinere Zylinder an beiden Enden etwas kürzer ist als umgebende Zylinder. Diese Bauform findet besonders in größeren Dimensionen Anwendung, da sie platzsparender ist.